# Vagaru
Vagaru is een van de onbewoonde eilanden van het Shaviyani-atol behorende tot de Malediven.